# Peligro de seguridad
Peligro de seguridad es el duodécimo sexto episodio de la primera temporada de los Thunderbirds, serie de televisión de Gerry Anderson para Supermarionation fue el 26to episodio producido. El episodio salió al aire primero en ATV Midlands el 31 de marzo de 1966. Fue escrito por Alan Pattillo y dirigido por Desmond Saunders.

## Sinopsis
Chip, un muchacho pequeño, se esconde y logra llegar a la Isla Tracy. Cuando Jeff lo descubre aprendiendo los secretos de Rescate Internacional, él decide que el muchacho es un riesgo de seguridad que debe neutralizarse. Cuando Chip se duerme es transportado a su casa y al despertar cree que todo fue un sueño.

## Argumento
Mientras Rescate Internacional está ayudando a un grupo de bomberos a rescatar a unas personas atrapadas en una mina incendiada, Chip, un pequeño niño que vive cerca de la zona es enviado por su padre a dormir, ya que este debe ir a ayudar con el rescate y quiere estar seguro de que su hijo está a salvo en su cama. Sin embargo, Chip no hace caso: vuelve a asomarse por la ventana y ve que la vaina del Thunderbird 2 está abierta...
Después de cumplir exitosamente otra misión de rescate, Scott, Virgil y Alan vuelan de regreso a la base. Todo parece normal hasta que Jeff se percata de que la alarma de seguridad está encendida y previene al Thunderbird 2. Gordon, Scott y Jeff bajan armados al hangar del Thunderbird 2 y este último le informa a Virgil a través de un altavoz que tiene un "saboteador" a bordo. Tras abrir la vaina 1, Jeff le exige al intruso salir. Todos se sorprenden al ver a un niño (Chip) asomarse desde la vaina.
Jeff se encuentra furioso y preocupado, pues Chip vi todo y conoce la ubicación de la base. Mientras trata de buscar la forma de regresarlo a casa, Virgil cuida del pequeño. A partir de ese momento cada uno de los hermanos Tracy lleva a Chip a sus naves y le cuentan acerca de los diferentes rescates que han llevado a cabo, a pesar de la advertencia de su padre de no revelarle nada.
Al final del día, Scott, Virgil, Alan y Gordon se juntan y no encuentran a Chip por ninguna parte. Preocupados de que ande recorriendo la base por su cuenta se organizan para buscarlo, sin embargo, Gordon los interrumpe y les dice a sus hermanos que deben ver algo. Los hermanos espían detrás de la puerta y descubren a su padre hablando con Chip acerca de su trabajo.
Después de eso, a Jeff se le ocurre finalmente como llevar a Chip de vuelta a su casa y proteger su identidad: hacerle creer a Chip que todo fue un sueño. El pequeño estuvo despierto durante mucho tiempo por lo que está cansado y cae en un profundo sueño. Virgil y Scott lo regresan a su casa y lo dejan en su habitación. Momentos después llega el padre de Chip y encuentra a su hijo hablando entre sueños. El niño se despierta por completo y relata a su padre lo que pasó, pero este se ríe y le comenta que seguramente estaba soñando otra vez. Chip asiente pero dice que todo parecía muy real. En el Thunderbird 2 Virgil y Scott regresan a la base y Scott confirma que el peligro de seguridad ha terminado.

## Reparto

### Reparto de voz regular
- Jeff Tracy — Peter Dyneley
- Scott Tracy — Shane Rimmer
- Virgil Tracy — David Holliday
- Alan Tracy — Matt Zimmerman
- Gordon Tracy - David Graham
- Tin-Tin Kyrano — Christine Finn
- Lady Penélope Creighton-Ward - Sylvia Anderson
- Brains - David Graham

### Reparto de voz invitado
- Chip Morrison - Sylvia Anderson
- Morrison - David Graham
- Eddie Houseman - Ray Barrett
- Bob Gray - David Graham
- J.B. Lester - Ray Barrett
- Coronel Harris - Ray Barrett
- Solarnauta Asher - David Graham
- Solarnauta Camp - John Tate
- Reportero de TV - Matt Zimmerman
- Comandante Norman - Peter Dyneley
- Capitán Hanson - David Graham
- Fireflash Copiloto - Ray Barrett
- Controlador Asistente - Ray Barrett
- Bill Craddock - Matt Zimmerman
- Frank - David Graham
- Controlador del puente de Allington - Ray Barrett
- Dave Clayton - David Graham

## Equipo principal
Los vehículos y equipos vistos en el episodio son:
- Thunderbird 1
- Thunderbird 2 (llevando las Vainas 1 y 2)
- Thunderbird 3
- Thunderbird 4
- FAB 1
- Fireflash
- Camión de Fuego
- Automóviles Ascensor
- Garras magnéticas
- Sonda del Sol
- Vehículo constructor de caminos
- Camión de explosivos
- Sonda espacial Marciana

## Errores
- El títere que representa al padre de Chip también apareció como Dave Clayton en la sucesión de Día desastroso.
- Cuando el Thunderbird 2 regresa a su hangar, puede verse que el humo en las unidades dentro del hangar fluye hacia abajo, revelando que esta escena solo es la escena regular de lanzamiento del Thunderbird 2 pero pasada a la inversa (esta sucesión aparece de nuevo en Ricochet).
- Una vez dentro del hangar, el Thunderbird 2 descarga la Vaina 1 pero el número en la puerta de la vaina tamaño títere no coincide con el tipo de número de la vista en la escena tamaño modelo.